# Darrelle Revis
Darrelle Shavar Revis (urodzony 14 lipca 1985 roku w Aliquippa w stanie Pensylwania) – amerykański zawodnik futbolu amerykańskiego, grający na pozycji cornerbacka. W rozgrywkach akademickich NCAA występował w drużynie Pittsburgh Panthers.
W roku 2007 przystąpił do draftu NFL. Został wybrany w pierwszej rundzie (14. wybór) przez zespół New York Jets. W drużynie z Nowego Jorku występował do sezonu 2012. 21 kwietnia 2013 roku Ravis został oddany do drużyny Tampa Bay Buccaneers w zamian za jej wybór z pierwszej rundy draftu 2013 i warunkowy wybór z kolejnego naboru, który najprawdopodobniej będzie wyborem w trzeciej rundzie. Z drużyną z Florydy podpisał rekordowy jak na swoją pozycję kontrakt o wartości 96 milionów dolarów. Obowiązuje on przez 6 lat.
Czterokrotnie został wybrany do meczu gwiazd Pro Bowl oraz trzykrotnie do najlepszej drużyny ligi All-Pro.